# Fruela al II-lea de Asturia
Fruela al II-lea  (n. 874 d.Hr., Oviedo, Asturia, Spania – d. august 925 d.Hr., provincia de León, Castilia și León, Spania) a fost regele Asturiei de la moartea tatălui său, Alfonso al III-lea de Asturia, din 910 până la moartea sa. Atunci când tatăl său a murit, regatul a fost divizat, cel de-al treilea fiu, Fruela, a preluat Asturia, cel de-al doilea, Ordono, a preluat Galicia și Garcia a preluat Leonul. Ca rege al Asturiei, el a fost nevoit să consolideze regiunea, care mai târziu avea să se numească Castilia.
Fruela s-a menținut în relații bune cu fratele său Ordono. Ei au cooperat în Reconquista (în română: Recucerirea). Atunci când Ordono a murit în 924, magnații i-au ignorat moștenitorii și l-au ales ca rege pe Fruela. El nu a fost popular printre nobili și subiecții săi iar alegerea sa a fost pusă la îndoială de unii, care îl vedeau ca pe un uzurpador. El i-a asasinat pe Gebuldo și Aresindo, fiii lui Olmundo, care susțineau că sunt descendenți ai regelui Witiza, îndepărtând astfel și mai mult nobilimea. În conformitate cu Ramón Menéndez Pidal, el l-a exilat pe episcopul Frunimio de Leon, care era o rudă de-a lui Olmundo. Oricare ar fi fost cauza, domnia sa de numai 14 luni s-a sfârșit atunci când el a murit la începutul verii 925, probabil de lepră. După moartea lui Fruela, au existat mai mulți pretendenți concurenți la teritoriile sale, inclusiv fratele său mai mic, Ramiro și fii fratelui său, Ordono al II-lea, împreună cu proprii săi fii. 